# Norashen (Aragatsotn)
Pour les articles homonymes, voir Norashen.
Norashen (en arménien Նորաշեն ; anciennement Ghur'udara) est une communauté rurale du marz d'Aragatsotn, en Arménie. Elle compte 1 139 habitants en 2009.